# Авдотьїно (Богородський міський округ)
Авдо́тьїно (рос. Авдотьино) — присілок у складі Богородського міського округу Московської області, Росія.

## Населення
Населення — 820 осіб (2010; 1167 у 2002).
Національний склад (станом на 2002 рік):
- росіяни — 95 %